# Přední Zborovice

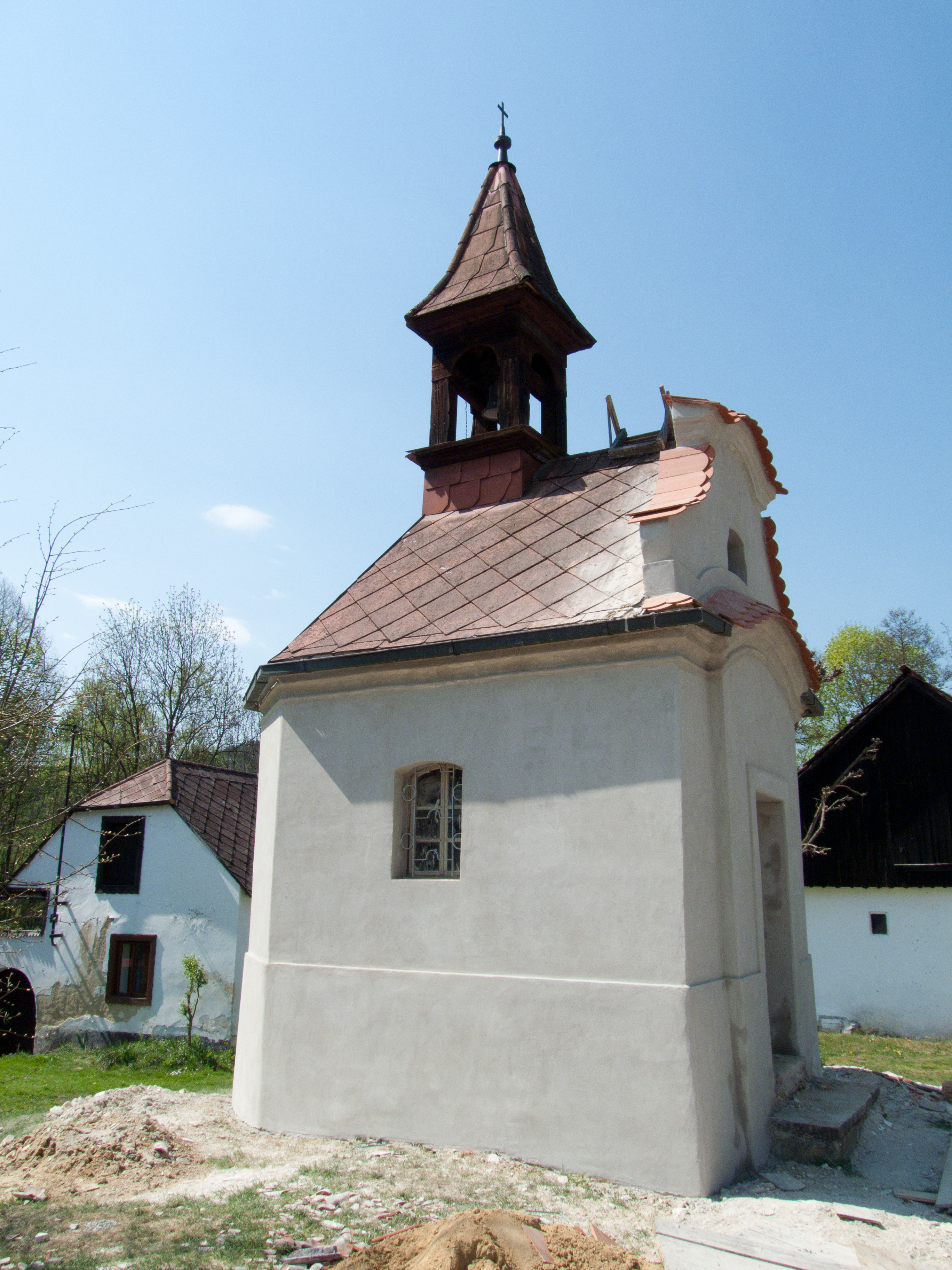
Kapelle

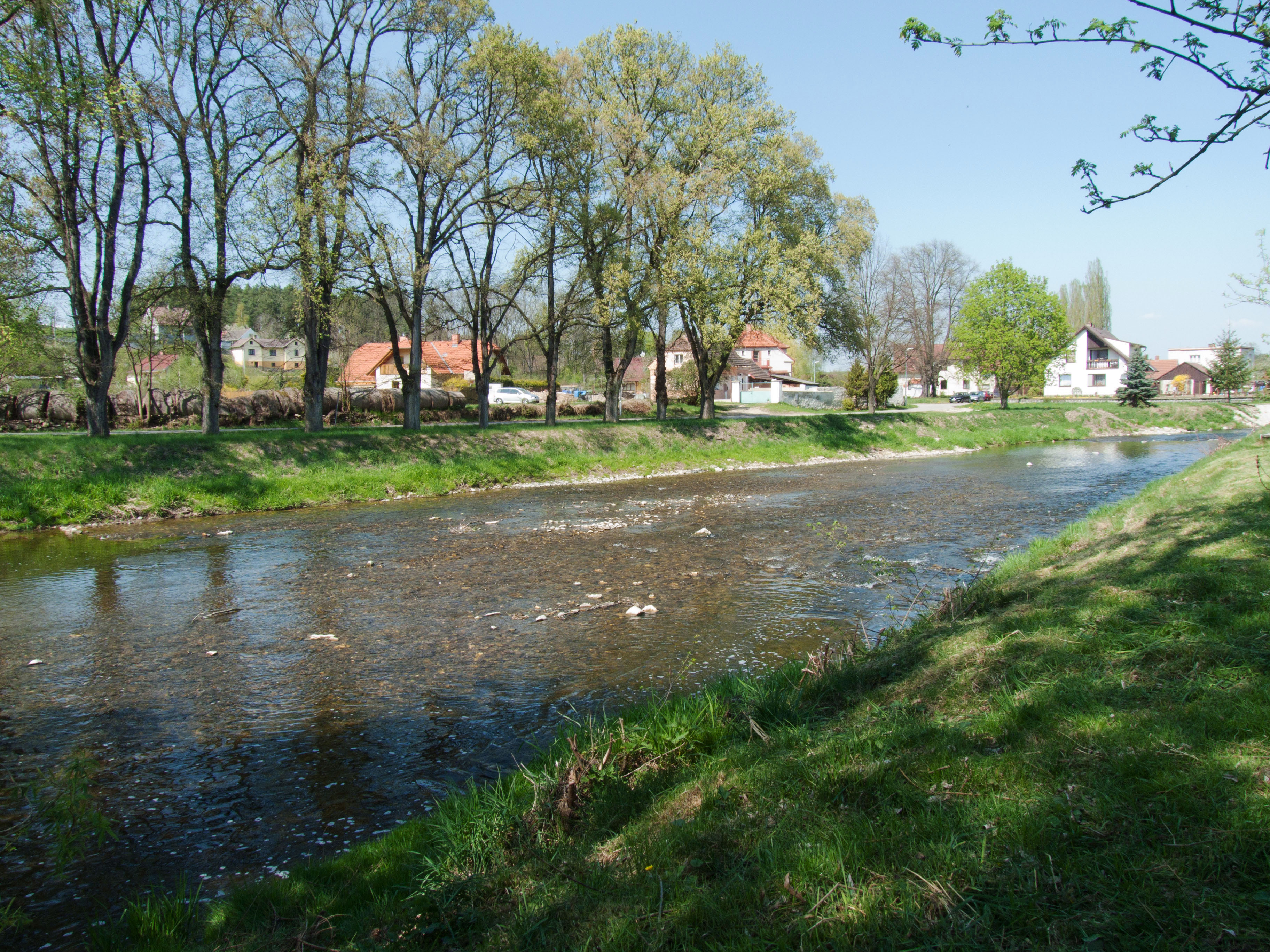
Die Volyňka in Přední Zborovice

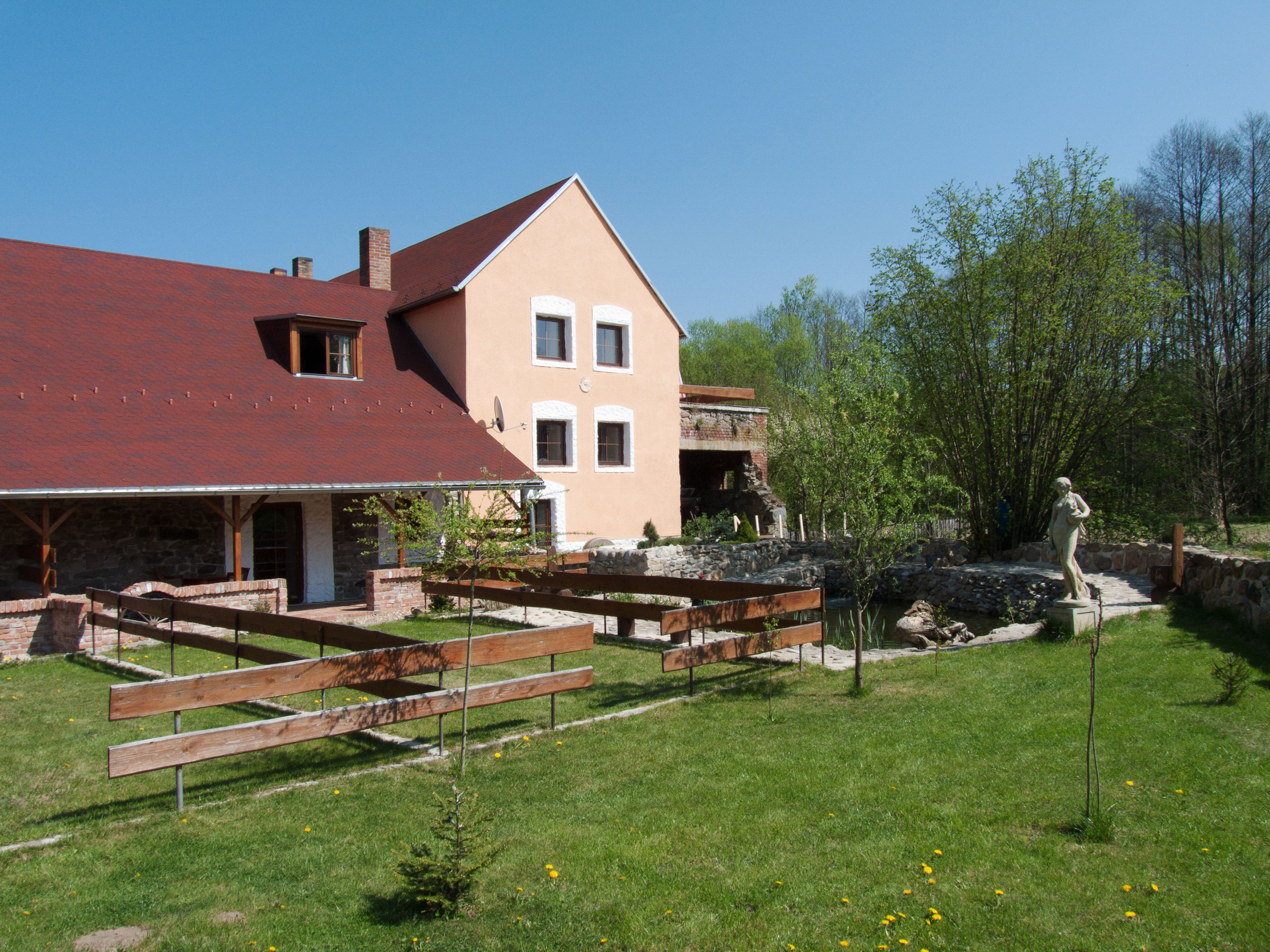
Ehemalige Mühle

Přední Zborovice [ˈpr̝̊ɛdɲiː zbɔrɔvɪt͡sɛ] (deutsch Vorder Sborowitz) ist eine Gemeinde in Tschechien. Sie liegt fünf Kilometer südlich von Strakonice in Südböhmen und gehört zum Okres Strakonice.

## Geographie

### Geographische Lage
Přední Zborovice befindet sich im Vorland des Böhmerwaldes im Tal der Volyňka. Nordöstlich erheben sich die Pahorky (482 m), im Osten die Vlčíny (524 m), südlich der Kalný vrch (634 m), südwestlich die Ostrá (595 m), im Westen die Hradiště (604 m) sowie nordwestlich die Kamenná bába (557 m) und der V Holí (435 m). Am östlichen Ortsrand verläuft die Bahnstrecke Strakonice–Volary und dahinter die Staatsstraße I/4 zwischen Strakonice und Volyně.

### Gemeindegliederung
Für die Gemeinde Přední Zborovice sind keine Ortsteile ausgewiesen.

### Nachbargemeinden
Nachbarorte sind Radošovice im Norden, Kapsova Lhota im Nordosten, Nová Ves und Svaryšov im Osten, Milíkovice, Jedraž und Milejovice im Südosten, Hoštice, Strunkovice nad Volyňkou, Němětice und Slukův Mlýn im Süden, Nihošovice, Radkovice, Úlehle und Zahorčice im Südwesten, Libětice und Smiradice im Westen sowie Sousedovice und V Holí im Nordwesten.

## Geschichte
An der Stelle des Dorfes im Durchbruch der Volyňka durch die Hügel der Podskalí befand sich ursprünglich ein See. Funde von Münzen und anderer Gegenstände aus der Römerzeit oberhalb von Zborovice belegen, dass durch das Tal der Volyňka einst eine Route der Bernsteinstraße führte. Auf dem Hügel Hradiště befand sich zwischen dem 8. und 10. Jahrhundert eine hölzerne slawische Burgstätte.
Die erste schriftliche Erwähnung von Zborowicze erfolgte 1318, als der Malteserorden den Ort von den Bavor von Strakonitz erwarb. Im Jahre 1384 wurde das Dorf als Sborowicz, 1385 als Sborouicze, 1399 als Sborownicze und ab 1503 als Zborovice bezeichnet. Während der Wirren des Dreißigjährigen Krieges verödete das Dorf; in der berní rula von 1652 sind für Zborovice zwei Mühlen, neun Bauernwirtschaften, fünf Häuslerstellen und eine Chalupnerstellen als wüst aufgeführt. Während der Regentschaft Maria Thersias bildete Zborovice eine wichtige Station an dem von Mauth über Kunžvart, Horní Vltavice, Vimperk, Čkyně, Lčovice, Zlešice, Zechovice, Volyně, Přechovice, Strunkovice, Zborovice, Radešovice und Mutenice nach Strakonice führenden Alten Steig. 1804 wurde das Dorf in Vorder-Zborowitz umbenannt. Im Jahre 1840 bestand das rechts der Wolinka an der Passauer Straße gelegene Dorf Vorder-Zborowitz aus 25 Häusern mit 171 Einwohnern. Im Dorf gab es eine Kapelle und eine Rustikalmühle. Pfarrort war Strakonitz. Bis zur Mitte des 19. Jahrhunderts blieb das Dorf immer nach Strakonitz untertänig.
Nach der Aufhebung der Patrimonialherrschaften bildete Přední Zborovice/Vorder-Zborowitz ab 1850 einen Ortsteil der Gemeinde Radšovice in der Bezirkshauptmannschaft und dem Gerichtsbezirk Strakonice. Das Dorf bestand im Jahre 1869 aus 25 Häusern und hatte 161 Einwohner. 1887 löste sich Přední Zborovice von Radšovice los und bildete eine eigene Gemeinde. In Strunkovice nad Volyňkou wurde 1891 eine gemeinschaftliche dreiklassige Schule für Přední Zborovice und Strunkovice nad Volyňkou eröffnet und zugleich ein neues Schulhaus eingeweiht. Über die Volyňka entstand in den Jahren 1912 bis 1913 eine stabile steinerne Brücke. Im Laufe des 20. Jahrhunderts dehnte sich die Bebauung auf das linke Flussufer aus. 1930 lebten in den 30 Häusern von Přední Zborovice 169 Menschen. Im Jahre 1950 hatte das Dorf 156 Einwohner und bestand aus 67 Häusern. Nachdem 1961 noch 168 Einwohner gezählt wurden, sank die Einwohnerzahl in der Folgezeit drastisch. 1964 erfolgte die Eingemeindung nach Strunkovice nad Volyňkou. Mit Beginn des Jahres 1974 wurde Přední Zborovice nach Radošovice umgemeindet. Nach einem Referendum wurde Přední Zborovice am 24. November 1990 wieder eigenständig. 1991 hatte Přední Zborovice 88 Einwohner, beim Zensus von 2001 waren es nur noch 65. In den Jahren 2002 und 2009 war das Dorf von Hochwassern der Volyňka betroffen.

## Kultur und Sehenswürdigkeiten
- Kapelle am Dorfplatz
- Nischenkapelle Kreuzigung des Herrn linksseitig der Volyňka am alten Abzweig nach Sousedovice und Radošovice, sie entstand in der ersten Hälfte des 18. Jahrhunderts. Flankiert wird die Kapelle von den zwei mächtigen Zborovicer Linden.
- Bildstock in den Feldern zwischen Přední Zborovice und Radošovice, das ungewöhnlich hohe dreistöckige Bauwerk entstand im 17. Jahrhundert. Während des Ersten Schlesischen Krieges soll es 1742 an dem Platz zu einem Scharmützel zwischen österreichischen und preußischen Truppen gekommen sein.
- Ehemalige Mühle, sie dient heute als Pension
- Radošovické skály, Felsen nordöstlich des Dorfes an einer Flussschleife der Volyňka, die Wand Sluneční stěna dient als Klettergebiet
- Hügel Hradiště mit Resten einer slawischen Burgstätte